# Hassan Rohani
Ne doit pas être confondu avec Bahram Rohani ou Abdul Samad Rohani.
Hassan Rohani (parfois écrit Rouhani ou Rowhani ; en persan : حسن روحانی / Ḥasan(-e) Rowḥâni [hæˈsæn(e) rowhɒːˈniː] ), né Hassan Fereydoun (persan : حسن فریدون) le 12 novembre 1948 à Sorkheh, est un universitaire, diplomate et homme d'État iranien. Il est président de la république islamique d'Iran de 2013 à 2021.
Candidat à l'élection présidentielle iranienne de 2013, Hassan Rohani, présenté comme le seul candidat modéré de la campagne, est élu président de la république islamique d'Iran au premier tour, avec 50,7 % des suffrages exprimés. Il est réélu en 2017, dès le premier tour, avec 57 % des voix.

## Biographie

### Nom et famille

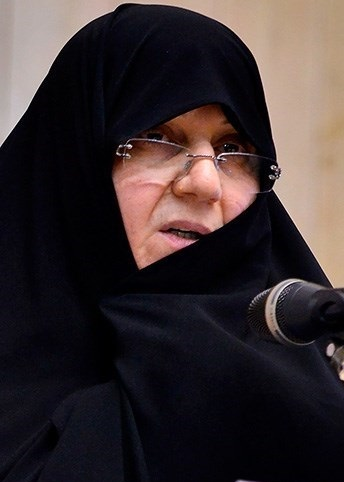
Sahebeh Arabi, épouse d'Hassan Rohani, en octobre 2013.

Hassan Rohani naît sous le nom de Hassan Fereydoun, nom qu'il change durant sa jeunesse. Il est le frère de Hossein Fereydoun (en), qui est également son conseiller spécial sous sa présidence de l'Iran, et qui est incarcéré en 2019 pour purger une condamnation à cinq ans de prison pour corruption.

### Jeunesse et études
Né à Sorkheh, près de Semnan, il commence ses études religieuses en 1960, d'abord dans le séminaire de Semnan avant de rejoindre celui de Qom en 1961. Admis à l'université de Téhéran en 1969 où il obtient sa maîtrise de droit en 1972, Rohani continue ses études au Royaume-Uni à l'université calédonienne de Glasgow dont il détient un doctorat en droit constitutionnel,.

### Religieux
En tant que jeune clerc, il commence ses activités politiques en suivant Rouhollah Khomeini pendant les débuts du mouvement de protestation islamique en Iran.

### Après la révolution de 1979
Après la victoire de la révolution, il est élu député au Majlis en 1980 et le demeure pendant vingt ans, occupant la fonction de vice-président de l'Assemblée de 1992 à 2000. Durant la guerre Iran-Irak, Rohani est membre du Conseil suprême de défense de 1982 à 1988 et le chef de son Comité exécutif entre 1986 et 1988. Il est également le commandant des Forces aériennes iraniennes de 1986 à 1991.
En 1986, avec un groupe d'officiels Iraniens modérés, il fait pression pour que les Américains vendent du matériel militaire à l'Iran en échange de négociations avec le Hezbollah, afin de faire libérer les otages américains au Liban. Cela déboucha sur l'affaire Iran-contra, scandale de l'ère Reagan où la vente d'armes à l'Iran par l'administration américaine fut révélée.
Hassan Rohani est le secrétaire général du Conseil suprême de sécurité nationale de 1989 à 2005. Il est par ailleurs membre du Conseil de discernement depuis 1991, puis de l'Assemblée des experts depuis 2000. D'octobre 2003 à août 2005, il est également le négociateur en chef du dossier nucléaire iranien. À ce poste, il accepte en novembre 2004 la proposition formulée par la France, le Royaume-Uni et l'Allemagne visant à suspendre l'enrichissement de matière fossile jusqu'à ce que l'Iran puisse prouver qu’il ne cherche pas à obtenir la bombe atomique ; cette décision lui vaut de devenir la cible de nombreux conservateurs iraniens, qui l'accusent d'avoir cédé aux demandes occidentales, et l'amènent à envoyer son collaborateur Mohammad Javad Zarif (devenu en 2013 son ministre des Affaires étrangères) renégocier un accord, finalement refusé par les Européens.
Hassan Rohani exprime son soutien aux manifestants lors du soulèvement postélectoral de 2009 et critique la répression menée par le régime à la suite de la réélection contestée du conservateur Mahmoud Ahmadinejad à la présidence de l'Iran,.

### Président de la République

#### Candidat des réformateurs et modérés en 2013
Le 14 avril 2013, il annonce sa candidature à l'élection présidentielle du mois de juin.
Perçu comme partisan d'un rapprochement avec les pays occidentaux et du respect des droits de l'homme, il bénéficie du soutien des « modérés » et fédère autour de lui le camp des « réformateurs » de l’opposition : il reçoit ainsi le soutien des anciens présidents Hachemi Rafsandjani, dont la candidature a été rejetée, et Mohammad Khatami. Quatre jours avant le scrutin, le candidat Mohammad Reza Aref se retire en sa faveur.

#### Premier mandat
Le 14 juin 2013, il est élu président de la République à la surprise générale, en remportant 18 613 329 voix sur un total de 36 704 156, soit 50,71 % des suffrages, loin devant ses cinq adversaires, parmi lesquels le maire de Téhéran, Mohammad Ghalibaf (16,56 %). Hassan Rohani parle de « victoire de la modération sur l'extrémisme », tout en reconnaissant qu'il n'existe pas de solutions miracles pour résoudre les problèmes rencontrés par le pays, notamment sur le plan économique. Il devra en outre composer avec le guide de la Révolution, Ali Khamenei, dont les pouvoirs sont importants, et un Parlement à majorité très conservatrice. Son premier gouvernement entre en fonction le 3 août 2013.
Considéré comme plus modéré que son prédécesseur Mahmoud Ahmadinejad, il est toutefois parfois accusé de tenir un double discours, comme le pense le Premier ministre israélien, Benyamin Netanyahou, le comparant à « un loup déguisé en mouton », après des déclarations qu'il aurait prononcées le 2 août 2013 à l'occasion de la Journée annuelle de Jérusalem,.
Le 11 novembre 2015, à la veille d'une visite officielle en France, il déclare à la télévision française « l'État actuel d'Israël n'est pas légitime ».
Après l'élection d'Hassan Rohani à la présidence de la République, l'Iran fait publiquement part de sa plus grande disposition à trouver un accord sur le nucléaire, alors que les sanctions prises par les pays occidentaux depuis plusieurs années portent leurs fruits. Le 24 novembre 2013 à Genève, l'intention de lever progressivement les sanctions à l'égard de l'Iran, en échange d'un gel temporaire de son programme nucléaire, est en effet officiellement exprimée. Selon toute vraisemblance, la position américaine aurait changé de manière radicale après une conversation téléphonique entre Obama et Rohani, fin septembre 2013.
Fin novembre, un accord est trouvé entre Téhéran et le groupe 5 + 1 (les cinq membres permanents du Conseil de sécurité des Nations unies, États-Unis, Royaume-Uni, France, Chine, Russie + l'Allemagne), qui prévoit notamment que l'Iran n'enrichisse pas d'uranium à plus de 5 % pendant six mois, dilue la moitié de ses stocks actuels, suspende les usines de Natanz, Fordow et Arak sans construire de nouveaux sites d'enrichissement, alors que l'AIEA aura désormais un accès quotidien et sans préavis à Natanz et Fordow. En contrepartie, les Occidentaux s'engagent à suspendre leurs sanctions économiques sur l'industrie, l'automobile, le commerce de l'or ou encore les exportations pétrochimiques, à ne pas essayer d'entraver encore plus la vente du pétrole iranien, en notant que ces levées sont « limitées, temporaires et ciblées » et peuvent à tout moment être annulées en cas de non-respect des engagements iraniens,.
Hassan Rohani a également favorisé une présence féminine, encore timide, dans les instances dirigeantes du pays. Les Iraniennes peuvent être députées et même ministres, mais n’ont pas accès aux fonctions de juges. Aucune n’a été autorisée à se présenter à la présidentielle depuis 1979. Pour autant, si l’on compare l’Iran et les autres pays de cette région du monde, le statut des iraniennes reste un peu plus favorable et une volonté s’affirme progressivement de lutter contre la discrimination. En 1997, l’ex-président Mohammad Khatami avait nommé Masoumeh Ebtekar vice-présidente de la République et ministre de l’Environnement. L’ex-président Mahmoud Ahmadinejad, qui l'a précédé, avait nommé en 2009 une femme à la tête du ministère de la Santé avant de la révoquer en 2013. Hassan Rohani, peu après sa nomination, nomme Elham Aminzadeh vice-présidente chargée des Affaires juridiques et des relations avec le Parlement. Il appelle aussi ses ministres à féminiser davantage leur ministère. Et il met en exergue par un message sur Twitter la nomination de Marzieh Afkham comme porte-parole de la diplomatie iranienne. Par contre, il ne crée pas de ministère de la Femme, bien qu’il l’ait promis alors qu'il était candidat à la présidence.
En décembre 2014, à la suite de la révélation d'une affaire d'escroquerie, il affirme vouloir combattre la corruption, dénonciation que les observateurs replacent dans le cadre de la lutte avec le clan conservateur, notamment le chef de la justice, Sadeq Larijani

#### Candidat à l'élection présidentielle iranienne de 2017
Le 14 avril 2017, Hassan Rohani a déposé sa candidature à l'élection présidentielle iranienne de 2017 du 19 mai. Il défend un « bilan économique problématique, qui sera tout l’enjeu de sa campagne ».

#### Second mandat
Il est réélu dès le premier tour avec 57 % des voix et son élection est « approuvée » le 3 août 2017 par le guide suprême, l'ayatollah Ali Khamenei. Il prête serment le 5 août au cours de la cérémonie d'investiture devant le Parlement. Le gouvernement de son second mandat entre en fonction le 3 août 2017.
Fin 2017, alors que des manifestations massives ont lieu en Iran (contre la corruption des élites et la vie chère), il assouplit la législation locale sur le port obligatoire du voile pour les femmes.

#### Après mandat
Le 24 janvier 2024, il est exclu de l'élection de l'Assemblée des experts, qui est chargée de surveiller et démettre en cas de problème le guide suprême, qui devait avoir lieu le 1er mars prochain, il dénonce alors « l'approche anticonstitutionnelle de la minorité au pouvoir ».